# Dommerby Sogn
Dommerby Sogn er et sogn i Skive Provsti (Viborg Stift).
I 1800-tallet var Dommerby Sogn og Lundø Sogn annekser til Højslev Sogn. Alle 3 sogne hørte til Fjends Herred i Viborg Amt. Højslev-Dommerby-Lundø sognekommune blev ved kommunalreformen i 1970 indlemmet i Skive Kommune.
I Dommerby Sogn ligger Dommerby Kirke.
I sognet findes følgende autoriserede stednavne:
- Dalsgårde (bebyggelse)
- Dommerby (bebyggelse, ejerlav)
- Holmgårde (bebyggelse)
- Jegstrup (bebyggelse)
- Tastum Sø (areal, ejerlav)
- Årbjerg (bebyggelse)